# Capricorn Coast National Park
Capricorn Coast National Park är en nationalpark i Australien.   Den ligger i kommunen Rockhampton och delstaten Queensland, i den östra delen av landet, 1 400 km norr om huvudstaden Canberra. Capricorn Coast National Park ligger 84 meter över havet.